# Metz-le-Comte
Pour les articles homonymes, voir Metz (homonymie).
Metz-le-Comte (en nivernais Ma) est une commune française située dans le département de la Nièvre, en région Bourgogne-Franche-Comté.

## Géographie
Située entre l'Yonne et son affluent l'Armance, Metz-le-Comte et son hameau Champagne sont séparés par la « Montagne » où se situe l'église romane du XIIe siècle Notre-Dame-de-l'Assomption.

### Climat
Pour des articles plus généraux, voir Climat de la Bourgogne-Franche-Comté et Climat de la Nièvre.
En 2010, le climat de la commune est de type climat océanique dégradé des plaines du Centre et du Nord, selon une étude du Centre national de la recherche scientifique s'appuyant sur une série de données couvrant la période 1971-2000. En 2020, Météo-France publie une typologie des climats de la France métropolitaine dans laquelle la commune est exposée à un climat océanique altéré et est dans la région climatique  Centre et contreforts nord du Massif Central, caractérisée par un air sec en été et un bon ensoleillement. 
Pour la période 1971-2000, la température annuelle moyenne est de 11,1 °C, avec une amplitude thermique annuelle de 16,5 °C. Le cumul annuel moyen de précipitations est de 856 mm, avec 12,2 jours de précipitations en janvier et 7,9 jours en juillet. Pour la période 1991-2020, la température moyenne annuelle observée sur la station météorologique de Météo-France la plus proche, « Clamecy », sur la commune de Clamecy à 12 km à vol d'oiseau, est de 11,5 °C et le cumul annuel moyen de précipitations est de 707,4 mm. 
La température maximale relevée sur cette station est de 40,7 °C, atteinte le 25 juillet 2019 ; la température minimale est de −14 °C, atteinte le 9 février 2012,,. 
Les paramètres climatiques de la commune ont été estimés pour le milieu du siècle (2041-2070) selon différents scénarios d'émission de gaz à effet de serre à partir des nouvelles projections climatiques de référence DRIAS-2020. Ils sont consultables sur un site dédié publié par Météo-France en novembre 2022.

## Urbanisme

### Typologie
Au 1er janvier 2024, Metz-le-Comte est catégorisée commune rurale à habitat très dispersé, selon la nouvelle grille communale de densité à sept niveaux définie par l'Insee en 2022.
Elle est située hors unité urbaine. Par ailleurs la commune fait partie de l'aire d'attraction de Clamecy, dont elle est une commune de la couronne,. Cette aire, qui regroupe 45 communes, est catégorisée dans les aires de moins de 50 000 habitants,.

### Occupation des sols
L'occupation des sols de la commune, telle qu'elle ressort de la base de données européenne d’occupation biophysique des sols Corine Land Cover (CLC), est marquée par l'importance des territoires agricoles (90,4 % en 2018), une proportion sensiblement équivalente à celle de 1990 (90,7 %). La répartition détaillée en 2018 est la suivante : 
terres arables (62,7 %), prairies (23,2 %), forêts (7,5 %), zones agricoles hétérogènes (4,5 %), zones urbanisées (2,1 %). L'évolution de l’occupation des sols de la commune et de ses infrastructures peut être observée sur les différentes représentations cartographiques du territoire : la carte de Cassini (XVIIIe siècle), la carte d'état-major (1820-1866) et les cartes ou photos aériennes de l'IGN pour la période actuelle (1950 à aujourd'hui).

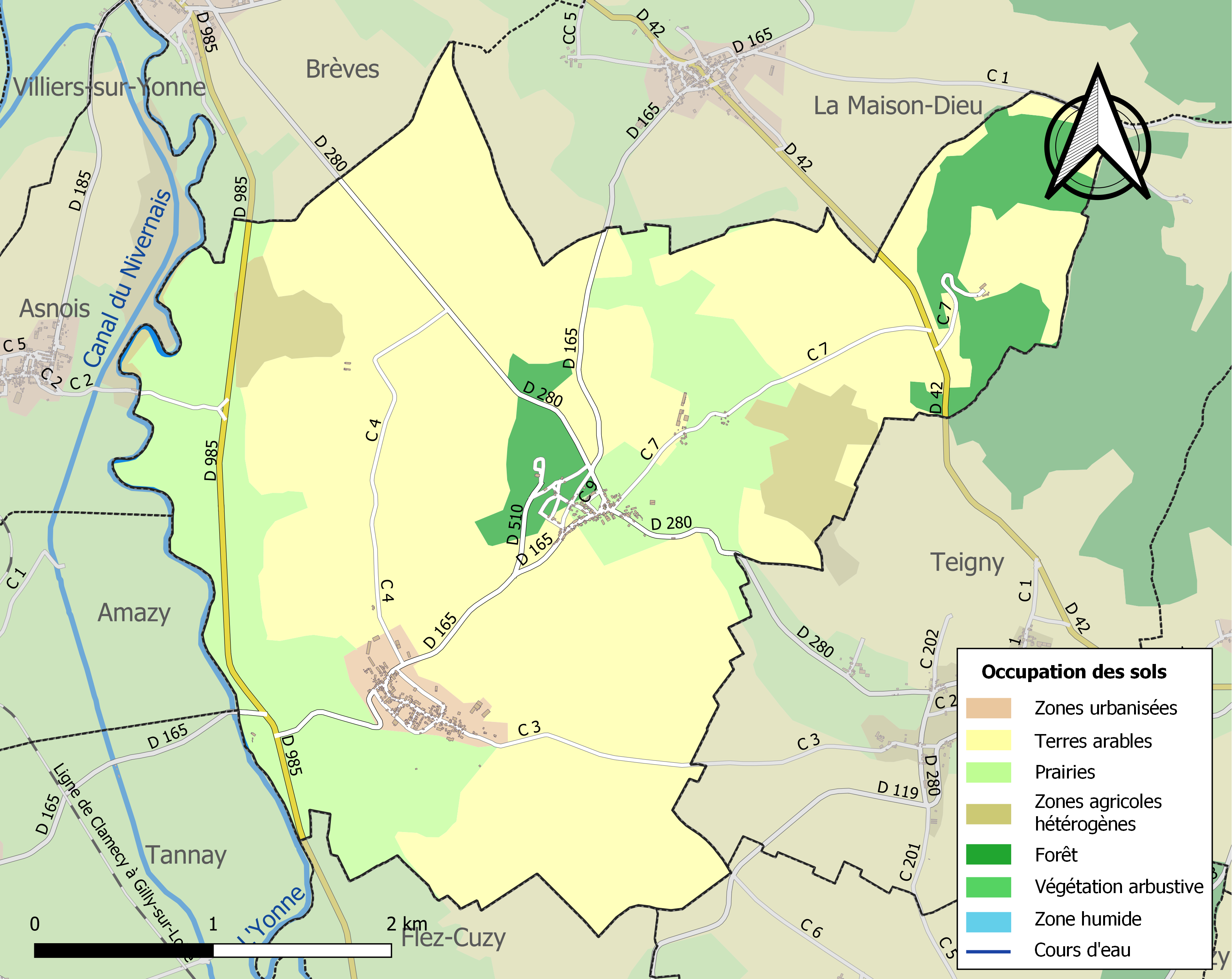
Carte des infrastructures et de l'occupation des sols de la commune en 2018 (CLC).

## Histoire
Fief dès le haut Moyen Âge, les seigneurs de l'époque ont souvent pratiqué le brigandage.[réf. nécessaire]
Le duc de Bourgogne prit la place de haute lutte en 880. Le vieux château fort de Maers fut le berceau des comtes de Nevers.
En 1590 la ligue s'en empara, mais Louis de Gonzague, duc de Nevers, reprit la ville et démantela les remparts.
Au cours de la période révolutionnaire de la Convention nationale (1792-1795), la commune porta provisoirement le nom de Metz-la-Montagne.

## Politique et administration
| Période                                  | Période                                  | Identité             | Étiquette                                            | Qualité                   |
| ---------------------------------------- | ---------------------------------------- | -------------------- | ---------------------------------------------------- | ------------------------- |
| 1896                                     | 1935                                     | Emile Magnien        | Gauche démocratique, radicale et radicale socialiste | Sénateur 1924-1933        |
| 1935                                     | 1945                                     | Augustin Cordier     |                                                      |                           |
| 1945                                     | 1953                                     | Joachim Ramponneau   |                                                      | ?                         |
| 1953                                     | 1983                                     | Marcel Truchot       |                                                      | Agriculteur puis retraité |
| 1983                                     | 27 avril 2009 à la suite d'une démission | Jean Garnaud         |                                                      | Retraité                  |
| avril 2009                               | En cours                                 | Jean-Claude Gauthier |                                                      | Retraité                  |
| Les données manquantes sont à compléter. |                                          |                      |                                                      |                           |

## Démographie
L'évolution du nombre d'habitants est connue à travers les recensements de la population effectués dans la commune depuis 1793. Pour les communes de moins de 10 000 habitants, une enquête de recensement portant sur toute la population est réalisée tous les cinq ans, les populations de référence des années intermédiaires étant quant à elles estimées par interpolation ou extrapolation. Pour la commune, le premier recensement exhaustif entrant dans le cadre du nouveau dispositif a été réalisé en 2006.

En 2022, la commune comptait 178 habitants, en évolution de +9,2 % par rapport à 2016 (Nièvre : −3,28 %, France hors Mayotte : +2,11 %).
| 1793 | 1800 | 1806 | 1821 | 1831 | 1836 | 1841 | 1846 | 1851 |
| ---- | ---- | ---- | ---- | ---- | ---- | ---- | ---- | ---- |
| 678  | 688  | 655  | 630  | 670  | 698  | 708  | 700  | 664  |

| 1856 | 1861 | 1866 | 1872 | 1876 | 1881 | 1886 | 1891 | 1896 |
| ---- | ---- | ---- | ---- | ---- | ---- | ---- | ---- | ---- |
| 693  | 658  | 651  | 633  | 610  | 561  | 552  | 500  | 502  |

| 1901 | 1906 | 1911 | 1921 | 1926 | 1931 | 1936 | 1946 | 1954 |
| ---- | ---- | ---- | ---- | ---- | ---- | ---- | ---- | ---- |
| 472  | 458  | 397  | 337  | 346  | 320  | 295  | 297  | 247  |

| 1962 | 1968 | 1975 | 1982 | 1990 | 1999 | 2006 | 2011 | 2016 |
| ---- | ---- | ---- | ---- | ---- | ---- | ---- | ---- | ---- |
| 244  | 237  | 189  | 173  | 168  | 165  | 190  | 171  | 163  |

| 2021 | 2022 | - | - | - | - | - | - | - |
| ---- | ---- | - | - | - | - | - | - | - |
| 172  | 178  | - | - | - | - | - | - | - |

## Économie
L'activité est essentiellement agricole, centrée sur l'élevage bovin et le vin cépage melon notamment.

## Lieux et monuments
Religieux
- Église Notre-Dame-de-l'Assomption, surplombant le village cette église est romane, au toit de lauze, classée, du XIIe siècle. Cette ancienne chapelle du château est devenue paroissiale. Sa silhouette massive est saisissante. À l'intérieur :
  - Statue de la Vierge à l'Enfant, pierre sculptée de l'école champenoise du XIVe siècle, exécutée en ronde-bosse et portant des traces de polychromie. La Vierge est assise sur un siège en X et aux quatre coins du siège, une tête de lion, de singe, de chien, et d'homme grimaçant, les extrémités de ces pieds sont en griffes d'animaux. Elle présente son enfant à l'allure très grecque, debout sur son genou droit, pieds nus,  Classé MH (1962)[18].

Ouverte le lundi et mercredi, sinon voir panneau d'affichage.
Civils
- Vestiges de l'ancien château de Metz-le-Comte.

## Personnalités liées à la commune
François Mitterrand y résida dans les années 1950[réf. nécessaire].